# 丝鳃科
丝鳃科（學名：Cirratulidae），又名丝鳃虫科或丝鳃蚕科，是多毛綱蛰龙介目之下的一個海洋蠕蟲科。本科物種遍布全世界，通常生活於泥地或石隙。大多是泥食性動物，但有些會咀嚼藻類或是濾食（亦作懸食）。

## 簡述
本科物種的大小從一厘米到20厘米長不等。牠們一般在鬆散沉積物中掘洞，但也有一些住在石隙間。
頭部呈錐形或楔形，沒有觸角。身體呈長柱形，但兩端漸縮。本科物種的一大特徵是其身體有大量簡單細長的細絲。長在前方的絲簇發展成觸鬚，而且長有開槽、以便攝取沉積物為食。其餘的在　每個體節只長一對，而且沒有凹槽。剛毛是簡單的毛細管，通常帶鉤子，並直接從體壁長出來。沒有肛門棘毛（纖細感覺附屬物）。本物種通常會埋藏自己，只餘下扭動的鰓絲可見。有部分物種會分泌出碳酸鈣來建立棲管。
本科物種的活個體的身體、鰓和觸絲常常呈紅色、橙色或黃色，不過Dodecaceria屬的物種比較等別，是暗綠色或黑色的。蛰龙介目物種跟其他蠕蟲的科在表面可能類似，都有相當數量的長絲。然而，蛰龙介目物種從口伸出來的觸鬚只限於前頭的三個體節；其cirratulid branchiae occur throughout the body, one pair per segment.
本㸯物種由於「耐污性高、適應力強」，被視為是環境污染的指標生物，特別是海上的箱網養殖環境。這是因為本㸯物種是一種「機會物種」（opportunistic species），「能夠在短時間內淘汰其他生物體」，「在箱網下的底質大量繁生」。

## 分類
現時本科普遍被歸入隱居亞綱管觸鬚下綱之下蛰龙介目（Terebellida）的丝鳃亚目（Cirratuliformia）。不過
Zrzavý et al (2009) 透過分子支序學研究，以其他前人的研究為基礎，質疑「Scolecida」及「Canalipalpata」兩大陣營分類法，認為這兩個下綱分類依然是多系群。他們根據Struck TH在2007-2008年的研究，他們認為丝鳃亚目其實更為接近於纓鰓蟲目（Sabellida）及海稚虫目（Spionida），所以丝鳃亚目應該與這兩個目合組成為一個新的支序。而事實上，當管觸鬚下綱仍為管觸鬚目之時，亦有文獻把本科歸入當時仍是海稚蟲亞目的海稚虫目，而不是蛰龙介目。
至於本科的屬，由於過往對本科的定義不清晰，布雷克在1996年進行了部分修訂，按這些物種的外貌特徵把所有的屬分成三組 ：
- 有多條觸鬚的屬，例如：Cirratulus和Cirriformia；
- 有兩條觸鬚和軟質基板的屬，例如：Caulleriella、Chaetozone、Tharyx；還有
- 有兩條觸鬚和硬質基板的屬，例如：Dodecaceria。

本科物種的親緣關係相當混亂，布雷克認為許多物種在全球分佈，代表可能存在複合種，可能還有一些物種是目前未被描述。

### 屬
本科包括以下属：
- Ambo
- Aphelochaeta  Blake, 1991
- Archidice
- Audouina Hartman, 1936
- Audouinia Quatrefages, 1865
- Caulleriella Chamberlin, 1919
- Chaetozone Malmgren, 1867
- Cirratulispio
- Cirratulus  Lamarck, 1801
- Cirrhatula
- Cirrhatulus
- Cirrhineris Blainville, 1828，也拼作：Cirrineris
- Cirriformia  Hartman, 1936
- Dodecaceria  Örsted, 1843
- Heterocirrus  Grube, 1855
- Labranda
- Monticellina  Laubier, 1961
- Naraganseta
- Pentacirrus
- Promenia
- Protocirrineris  Czerniavsky, 1881
  - Protocirrineris angelicollatio Elías & Rivero, 2009
  - Protocirrineris baiana Elias, Saracho-Bottero & Magalhaes, 2019
  - Protocirrineris camamuensis Elias, Saracho-Bottero & Magalhaes, 2019
  - Protocirrineris chrysoderma (Claparède, 1868)
  - Protocirrineris magalhaesi Elias, Saracho-Bottero & Simon, 2019
  - Protocirrineris mascaratus Magalhães & Bailey-Brock, 2013
  - Protocirrineris nuchalis (Ehlers, 1907)
  - Protocirrineris purgamentorum Lezzi, Çinar & Giangrande, 2016
  - Protocirrineris socialis Blake, 1996
  - †Protocirrineris stormae[13]
  - Protocirrineris strandloperarum Elias, Saracho-Bottero & Simon, 2019
  - Protocirrineris tenuisetis (Grube, 1860)
- Pseudocirratulus
- Tharyx  Webster & Benedict, 1887
- Timarete Kinberg, 1866